# Salima Ghezali
Salima Ghezali (Bouira, 1958) es una periodista, activista, editora y escritora argelina.

## Biografía
Activista de los derechos humanos y muy particularmente los de la mujer. Ha sido, entre otras cosas, miembro fundadora de la asociación Mujeres en Europa y el Magreb, presidenta de la Asociación para el avance de la mujer, editora y fundadora de la revista femenina NYSSA y editora del semanario argelino La Nation.
Durante la guerra civil argelina, Ghezali adopta una posición pacifista que la expone por igual a los ataques de las autoridades argelinas y los extremistas islámicos. En 1996, es prohibido el semanario La Nation, del que es editora. A raíz de lo cual Ghezali escribe «Es necesario recordar los principios que constituyen el fundamento de la sociedad humana y hacer reinar la vigilancia. Es la mejor manera de hacer que la civilización triunfe sobre la barbarie.»

## Premios
El Parlamento Europeo reconoció su labor en defensa de la democratización de su país y el avance de las libertades en el Magreb otorgándole el Premio Sájarov en 1997. Recibe por los derechos humanos y la democracia, el Premio Olof Palme en 1997.
- Datos: Q127304
- Multimedia: Salima Ghezali / Q127304